# Ehnen
Ehnen (luxemburgisch Éinenⓘ) ist ein Ortsteil der Gemeinde Wormeldingen im Kanton Grevenmacher in Luxemburg.

## Lage
Ehnen liegt ungefähr auf halber Strecke zwischen Schengen und Wasserbillig auf der Route du Vin, der Nationalstraße N10. Ehnen ist über Nebenstraßen von Lenningen, Gostingen und Dreiborn aus erreichbar.

## Geografie
Das Winzerdorf erstreckt sich über zwei Seitentäler der Mosel, die hier die Grenze zwischen Rheinland-Pfalz (Deutschland) und Luxemburg bildet. Sie werden von den beiden Gewässern Lennengerbaach und Gouschtengerbaach gebildet, die im Ort zusammen- und anschließend in die Mosel fließen. Auf Höhe des Ortes beschreibt der südlich verlaufende Fluss einen nordöstlichen Knick.

## Geschichte
Ehnen und die umliegenden Dörfer gehörten zum Hof Lenneng, der zwischen 967 und 1795 dem Bistum Trier unterstand.

## Tourismus
Ehnen weist mit seinen engen Gassen, einem Weinmuseum, alten Winzerhäusern und der einzigen Rundkirche Luxemburgs inmitten des Zentrums, einige Sehenswürdigkeiten auf.

## Persönlichkeiten
- Johannes Enen (um 1480–1519), Weihbischof in Trier und Rektor der Universität Trier
- Nikolaus Hein (1889–1969), Altphilologe, Übersetzer und Heimatdichter

Galerie

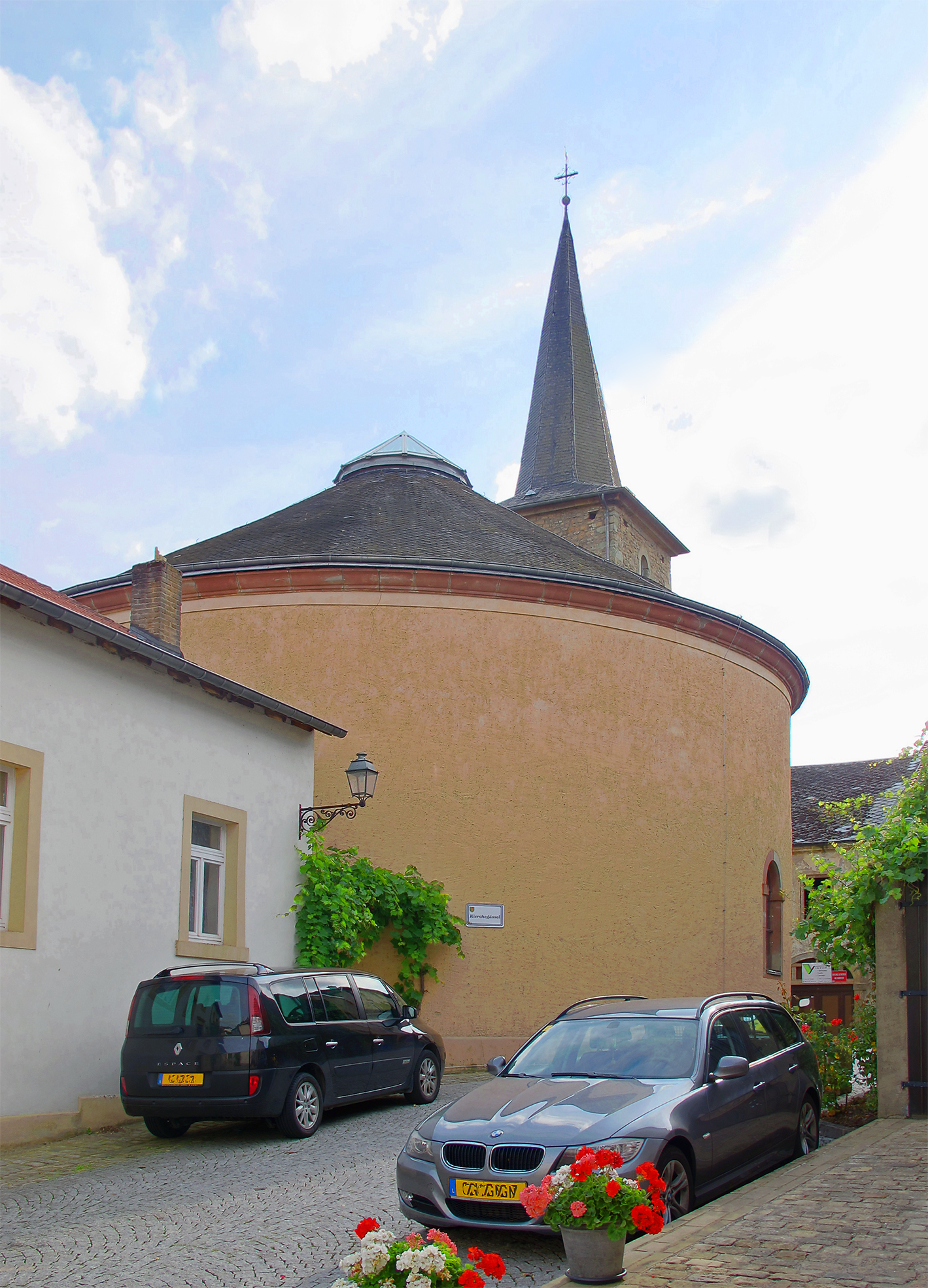
Kirche
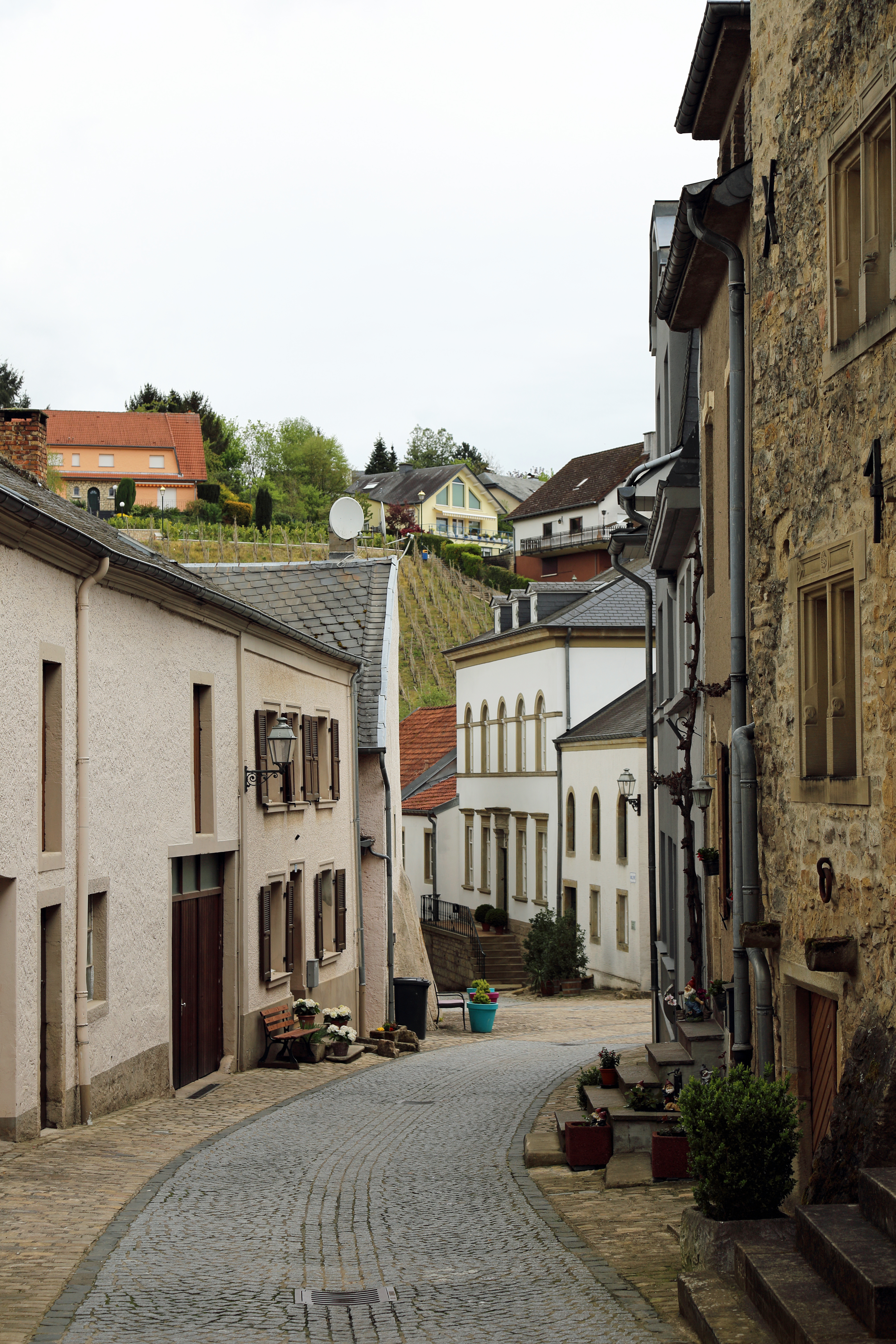
Rue Isidore Comes
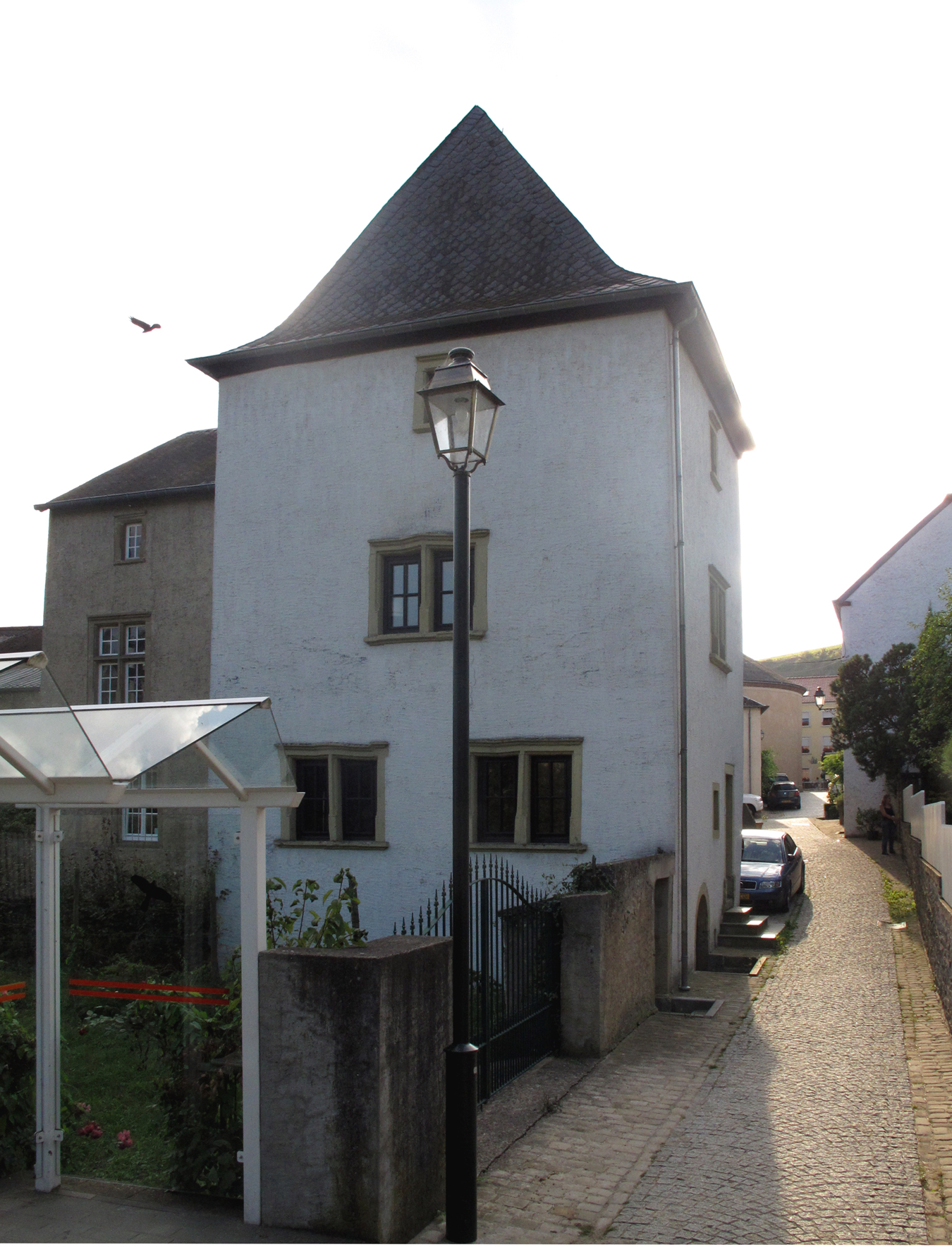
Casionogaass
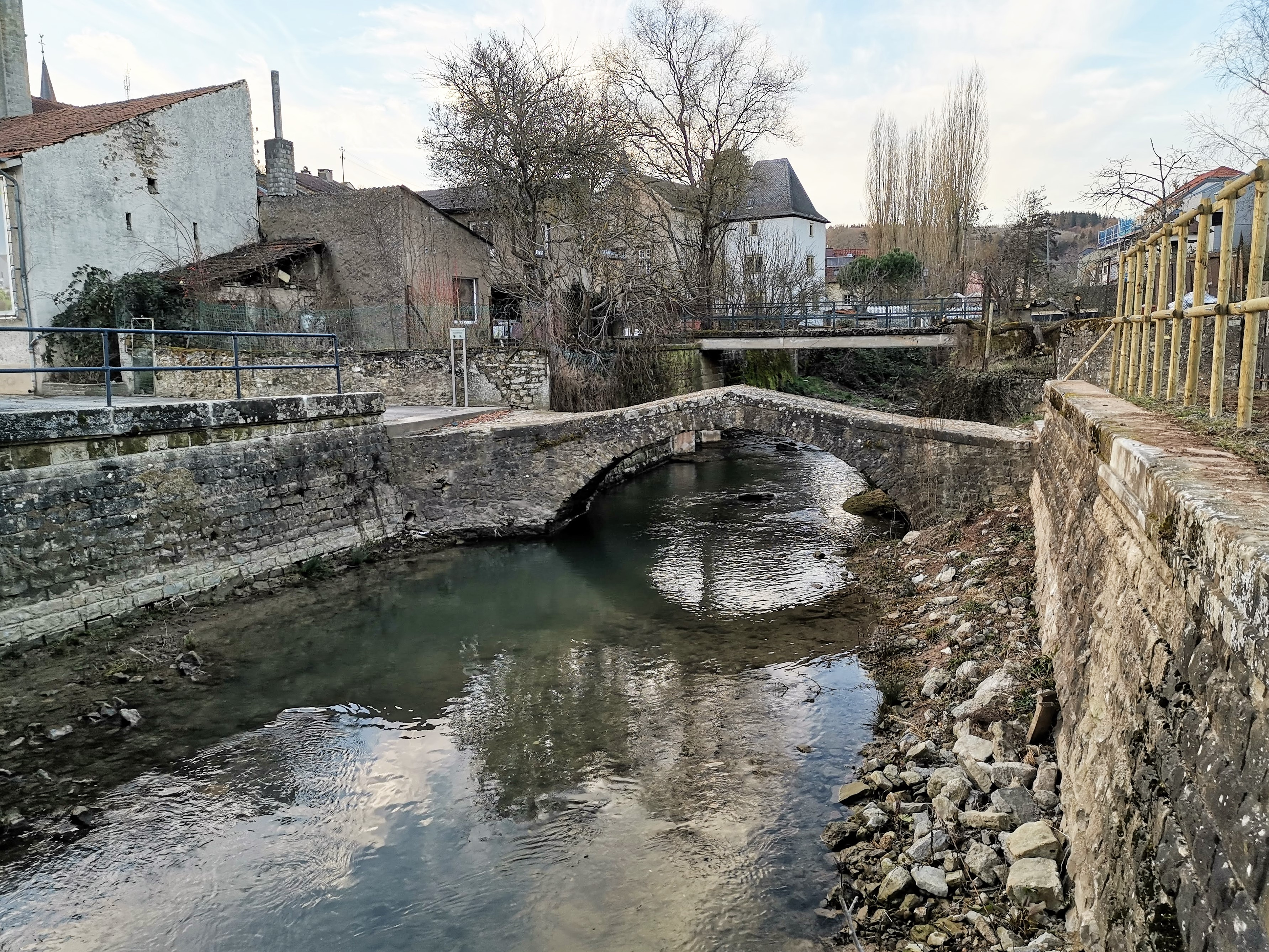
Eselsbrücke
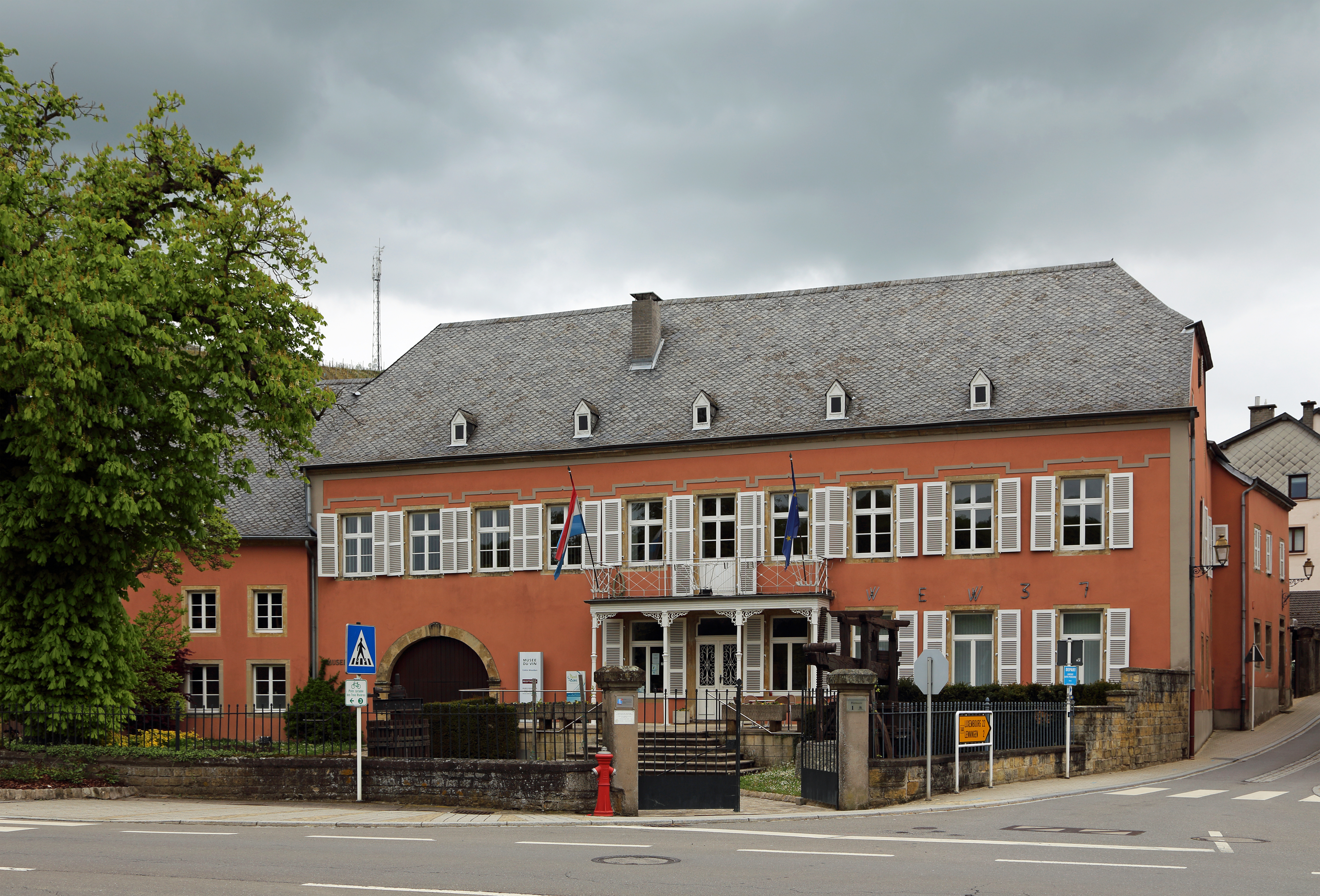
Weinmuseum
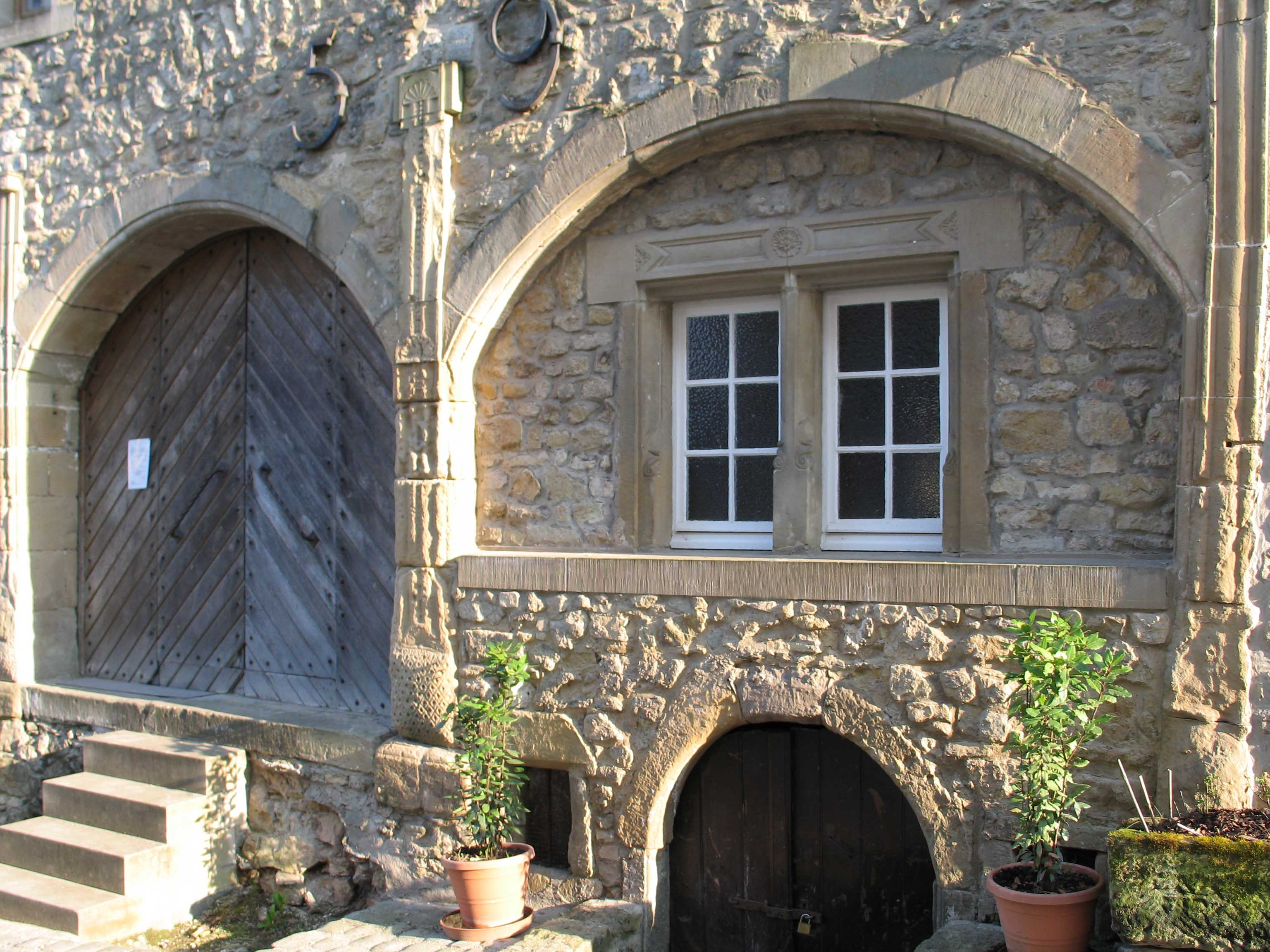
Schuemeschhaus Winzerhaus
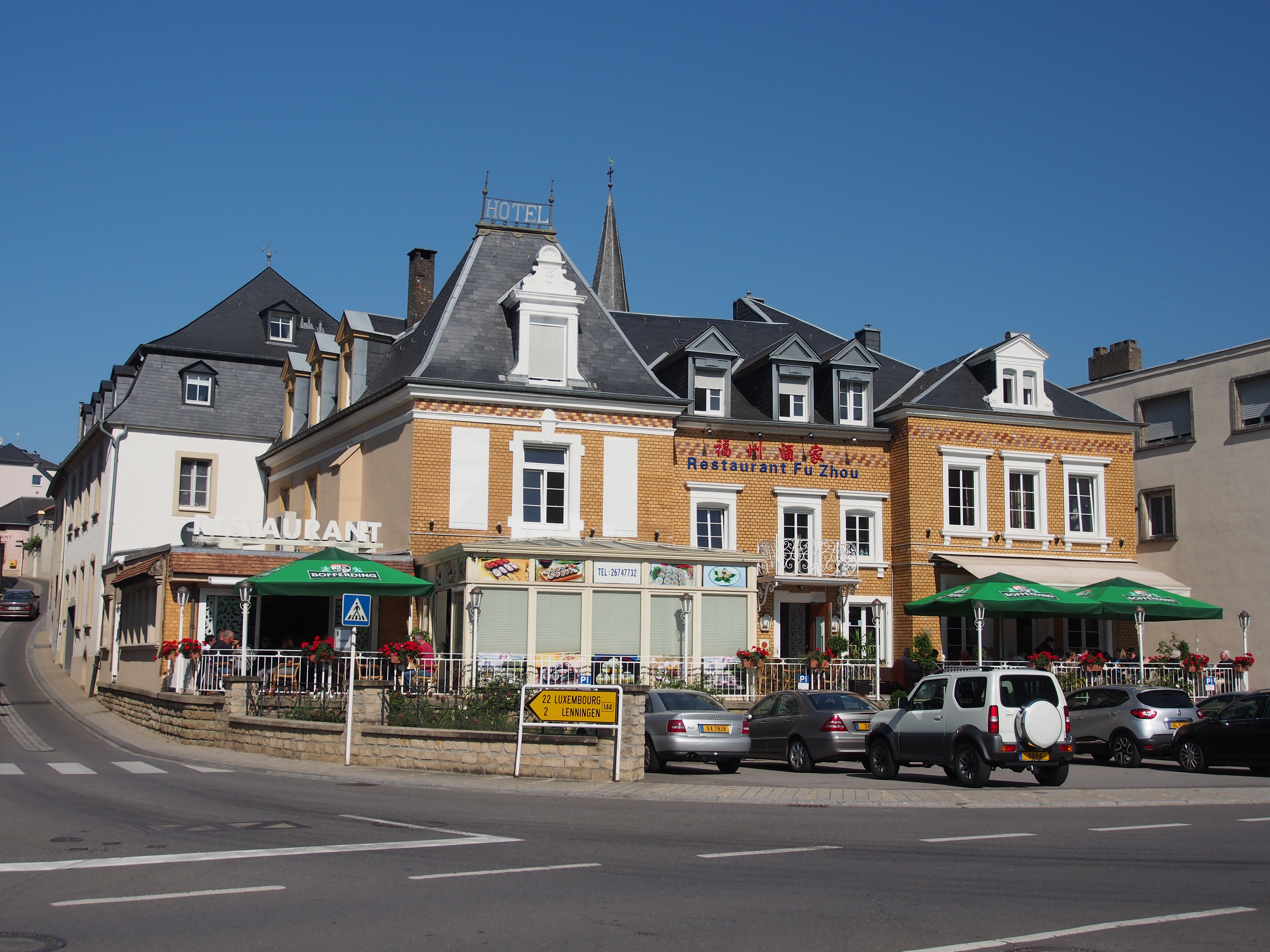
Hotel, Route du Vin